# Powalice (powiat stargardzki)
Powalice – mała kolonia w Polsce położona w województwie zachodniopomorskim, w powiecie stargardzkim, w gminie Ińsko przy drodze gminnej Ińsko-Chociwel, 5,5 km na zachód od Ińska (siedziby gminy) i 31 km na północny wschód od Stargardu (siedziby powiatu).
W latach 1975–1998 miejscowość administracyjnie należała do województwa szczecińskiego. 

## Geografia
Wieś w woj. zachodniopomorskim (powiat stargardzki, gmina Ińsko, sołectwo Linówko), na Pojezierzu Ińskim, na terenie Ińskiego Parku Krajobrazowego. — 6 mieszkańców w 2008 r.